# Ларанжейраш (станція метро)
38°44′54″ пн. ш. 9°10′22″ зх. д. / 38.74833° пн. ш. 9.17278° зх. д.
Ларанж́ейраш (порт. Laranjeiras) — станція Лісабонського метрополітену. Знаходиться у західній частині міста Лісабона в Португалії. Розташована на Синій лінії (або Чайки), між станціями «Алту-душ-Моїньюш» та «Жардін-Зооложіку». Станція берегового типу, мілкого закладення. Введена в експлуатацію 14 жовтня 1988 року . Належить до першої зони Синьої лінії, вартість проїзду в межах якої становить 0,75 євро. Назва станції у дослівному перекладі з португальської мови означає «апельсинові дерева». Поруч зі станцією розміщена Loja do Cidadão «Laranjeiras».

## Опис
Архітектура станції має багато спільного з архітектурою станції «Алту-душ-Моїньюш» (були відкриті в один і той же день в рамках розширення Синьої лінії у західному напрямі). Архітектор — António J. Mendes, художні роботи виконав — Rolando Sá Nogueira за участю скульптора Fernando Conduto, які за основу декорації використав зображення апельсинів та апельсинових дерев, що розміщені на облицювальній плитці, утворюючи композиції у вестибюлі, на стінах та торцевій частині станції. Станція має центральний вестибюль наземного типу, що має три виходи на поверхню. На станції заставлено тактильне покриття. 

## Режим роботи[4]
Відправлення першого поїзду відбувається з кінцевих станцій лінії:
- ст. «Амадора-Еште» — 06:30
- ст. «Санта-Аполонія» — 06:30

Відправлення останнього поїзду відбувається з кінцевих станцій лінії:
- ст. «Амадора-Еште» — 01:00
- ст. «Санта-Аполонія» — 01:00

## Галерея зображень

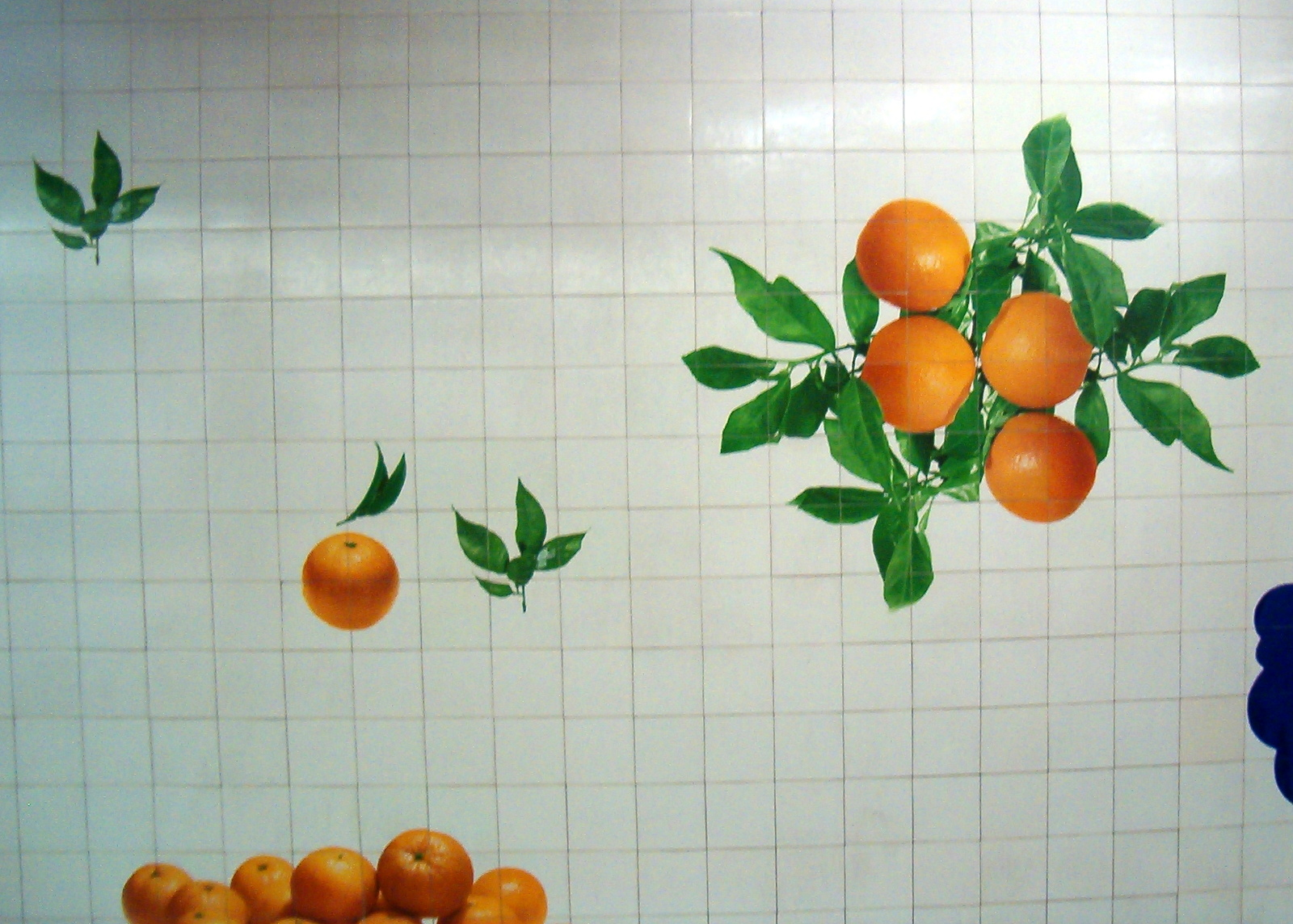
Декорація стін
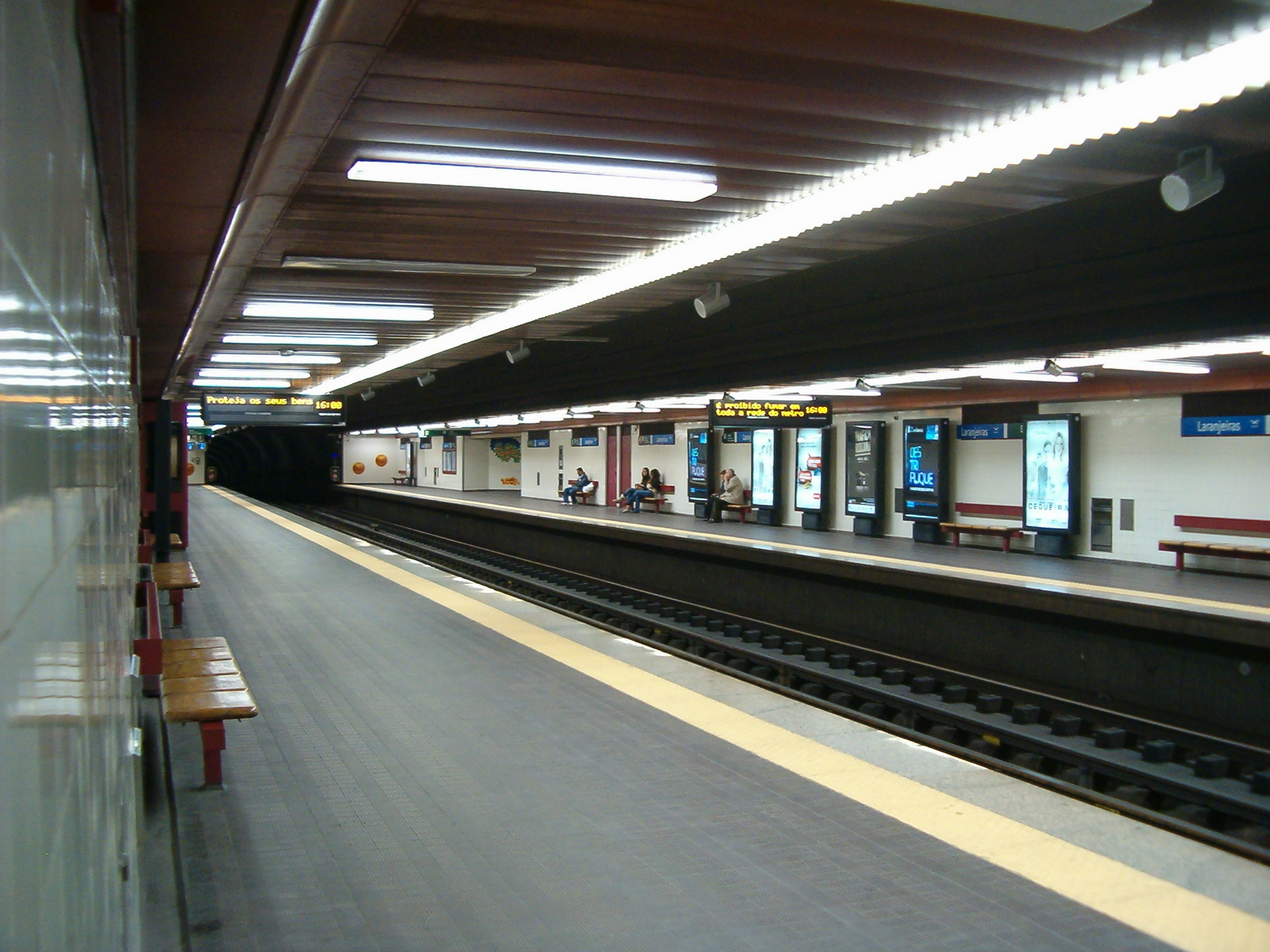
Посадкові платформи
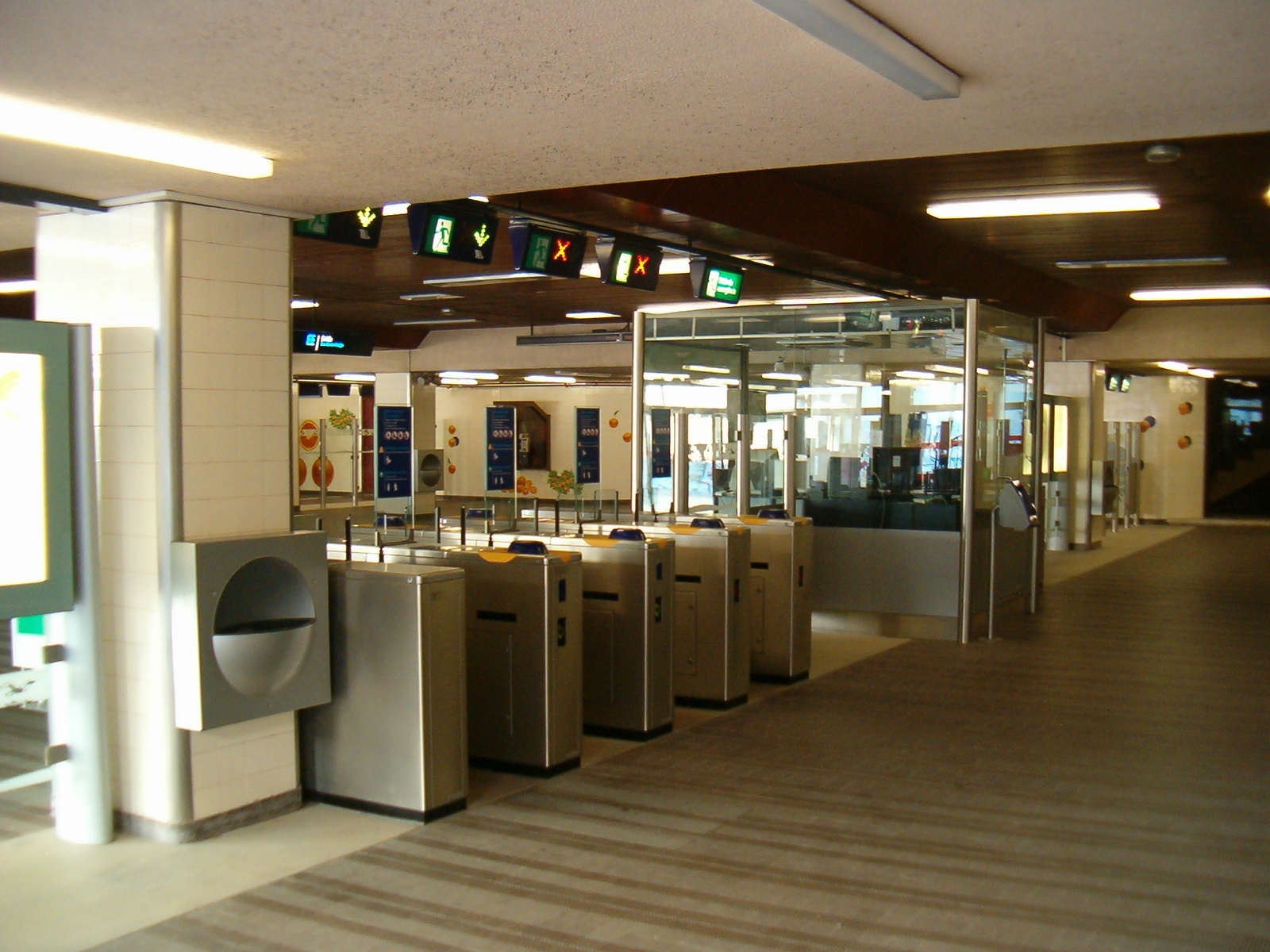
Пропускні турнікети у вестибюлі станції
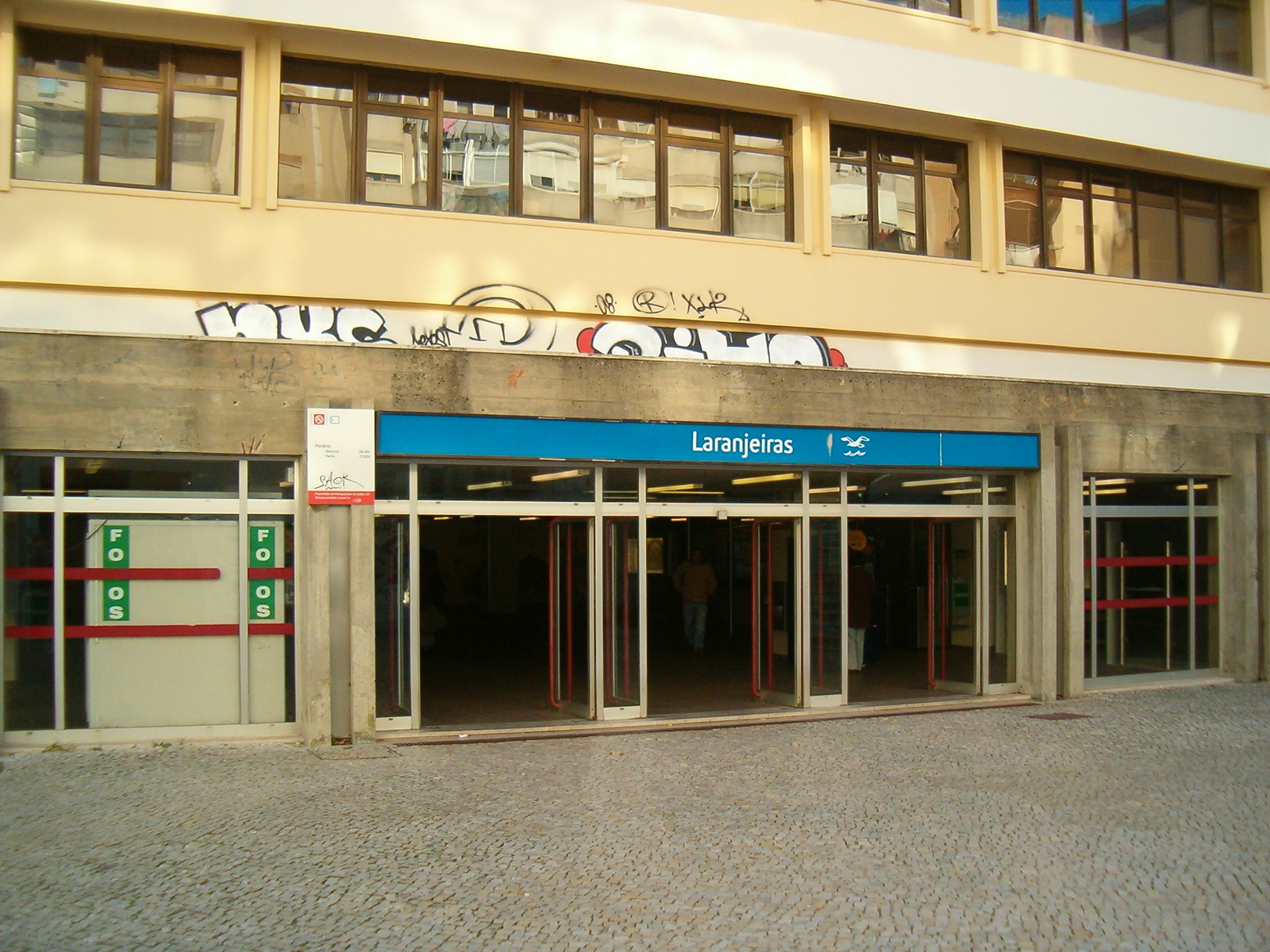
Вхід до вестибюля станції
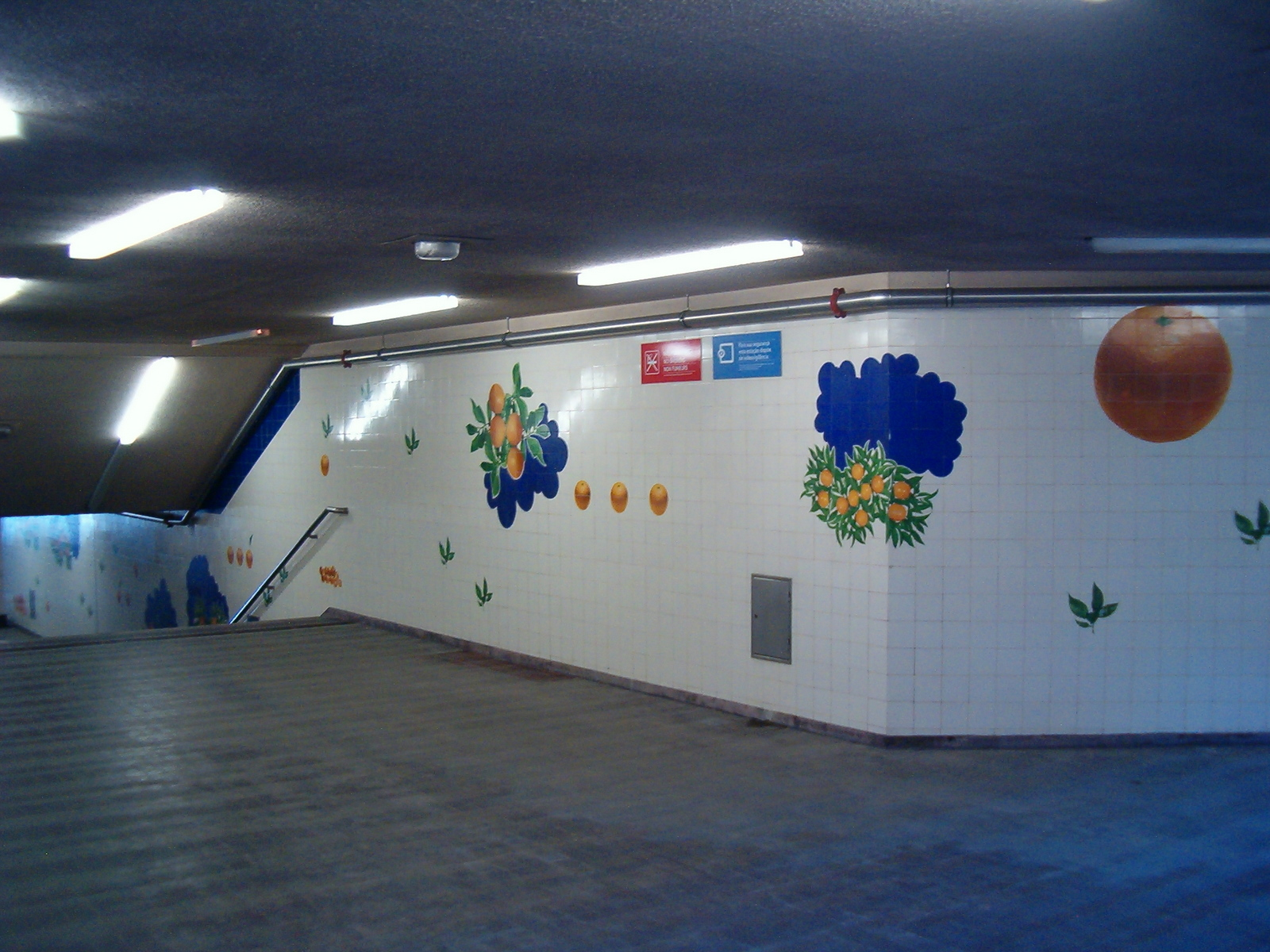
Декорація стін у підземному переході
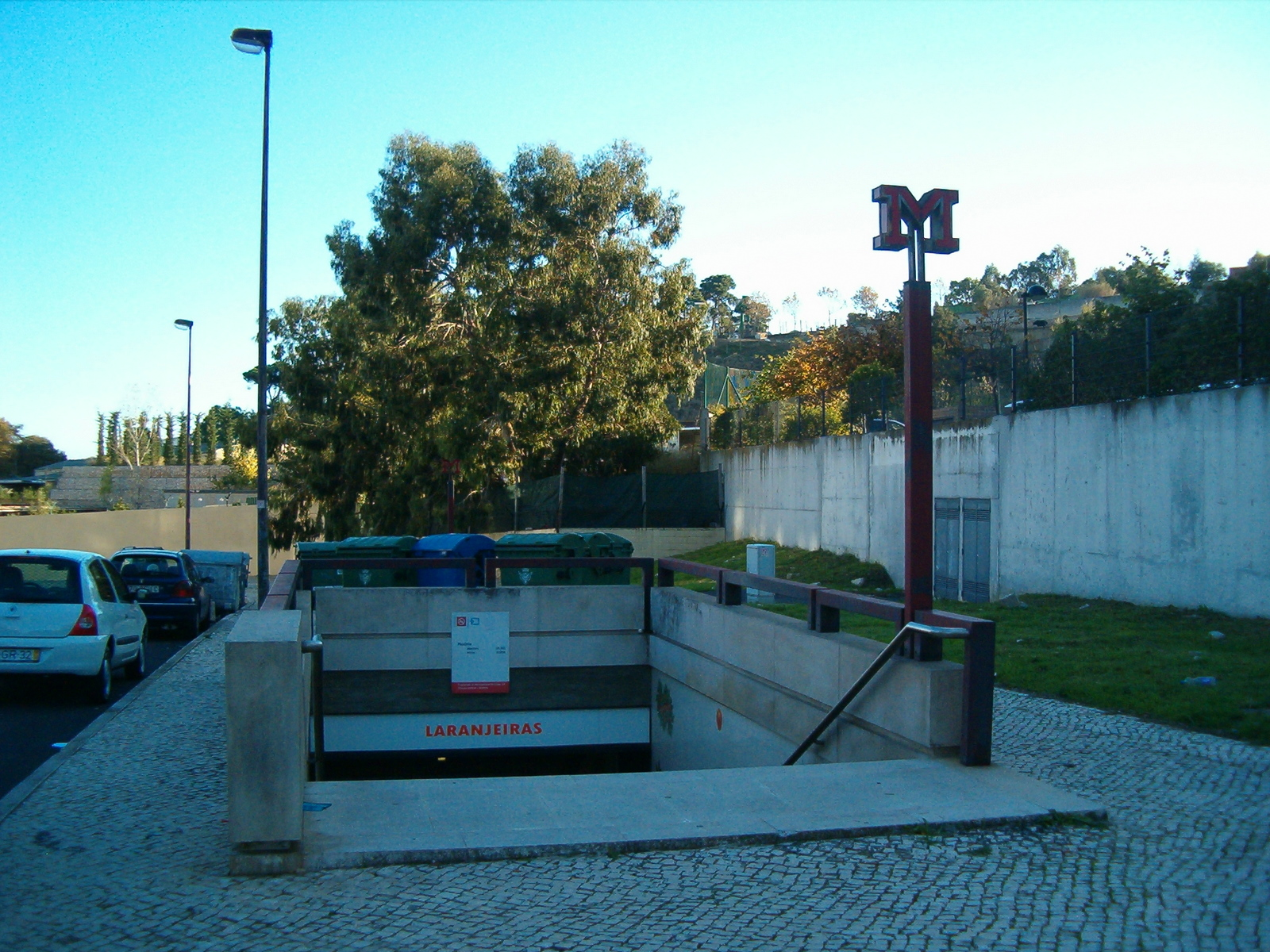
Спуск до станції з вулиці